# Стельмащук, Юрий Александрович
Юрий Александрович Стельмащук (укр. Юрій Олександрович Стельмащук; 17 октября 1920 — 5 октября 1945) — деятель украинского националистического движения в период Второй мировой войны, организатор отделов УПА в Волынской и Брестской областях, командир отряда «Озеро» (06.1943—10.1943), ВО «Туров» (11.1943—10.1944), Западного ВО «Завихост» (Соединенные группы № 33) (11.1944—01.1945), одновременно заместитель краевого проводника ОУН на Волыни.

## Биография
Родился 17 октября (по другим данным — 15 октября) 1920 в с. Коршев, в настоящее время Луцкий район, Волынская область, Украина. Отец — украинец, крестьянин, мать — русская. Они в 1941 г. были репрессированы Советской властью. 
До 1939 года учился в Луцкой гимназии. В этом же году был арестован польской полицией за принадлежность к ОУН, но из-за отсутствия доказательств отпущен. После оккупации Западной Украины СССР три месяца учился во Львовском университете, но бросил учебу, потому что им заинтересовались органы НКВД. В январе 1940 перешел на оккупированную немцами территорию Польши и с апреля начал обучение в Холмской гимназии, которую закончил в декабре 1940 года.
В феврале 1941 года был вызван к руководству ОУН в Кракове и направлен для военной подготовки в Бранденбург, а затем в спецшколу в Нойгаммере.
16 июня 1941 года, перед самым нападением гитлеровской Германии на СССР, перешёл с группой оуновцев венгерско-советскую границу и прибыл на Волынь с диверсионными заданиями. Вскоре был назначен референтом молодежной организации «Сич», которая при немцах сначала действовала легально. Провел два обучения молодежи, 60 человек в Луцке, и 100 в Ковеле. После того, как немецкие власти начали арестовывать представителей украинского освободительного движения, перешел на нелегальное положение.
В подполье был военным референтом Луцкого (12.1941 — 01.1942) и Ковельского округов ОУН (02.1942 — 03.1942). По заданию Василия Ивахива, представителя центрального провода ОУН, занимался подготовительной работой по созданию отрядов УПА на Ковельщине. Ему было дано задание найти оружие, склады, собрать людей. С марта 1943 Стельмащук активно занимался организацией отделов УПА в Волынской и Брестской областях. Был одним из инициаторов перехода к УПА всей украинской вспомогательной полиции Ковеля в апреле 1943, к тому же по его распоряжению была разбита тюрьма и концлагерь.
В июне 1943 назначен командиром отряда «Озеро» (410 человек), а затем с ноября 1943 — ВО «Туров».
Отряды УПА под командованием Стельмащука в июле 1943 неоднократно вели бои с советскими партизанскими отрядами под командованием Антона Бринского. Под его руководством и при непосредственном участии отряды УПА в ночь с 19 на 20 августа 1943 напали на Камень-Каширский. 
29-30 августа 1943 года отряды Стельмащука участвовали в украинско-польском этническом конфликте. В тот день УПА нанесла массированный удар по польским населённым пунктам в западных районах Волыни. Согласно показаниям Стельмащука на допросе, он с отрядом в 700 человек, «по указанию Командующего Военного Округа „Олега“ вырезал поголовно всё польское население на территории Голобского, Ковельского, Седлецанского, Мациевского и Любомильского районов, разграбив их всё движимое и спалив всё их недвижимое имущество».
Под руководством и личном участии Стельмащука отряды УПА в октябре 1943 вступали неоднократно в бои с советскими партизанами Алексея Федорова. Бои не были удачными для уповцев, потому что партизаны превосходили их и людьми и техникой. 
В декабре 1943 Стельмащук встречался с главнокомандующим УПА Дмитрием Клячкивским, который дал ему приказ готовиться к переходу линии фронта в тыл Красной армии. В марте 1944 года Стельмащук, с со своим отрядом осуществил переход в районе Ковеля, разделив свой отряд на 3 группы, по 500—600 человек каждая.
В ноябре 1944 года за активную деятельность в УПА был назначен командиром соединением группы УПА под названием "Завихост" (известная ещё, как группа № 33), которое оперировало на территории Ровенской и Волынской областей.
В поле зрения чекистов «Рыжий» попал во второй половине 1944 года. Тогда после изгнания нацистов с Волыни органы госбезопасности начали активную борьбу с украинским подпольем. В конце ноября во время чекистско-войсковой операции у села Кухотская Воля был разбит отряд. В руки чекистов попали документы о структуре УПА на севере Волыни. Уже в декабре на основе полученных документов чекисты начали разрабатывать план борьбы с подпольем, в котором впервые в качестве руководителя одного из отрядов УПА упоминается «Рыжий».
В начале 1945 года вследствие тяжёлого быта в подполье заболел тифом. 27 января в ходе боя отряда УПА с бойцами 3-го батальона 169 полка НКВД в районе села Яйно Камень-Каширского района, больного и раненого Стельмащука захватили в плен.
Советская пропаганда пыталась использовать захват Стельмащука в собственных целях. Допрашивал пленного лично заместитель наркома внутренних дел УССР генерал Тимофей Строкач. От имени Стельмащука распространялись листовки с предложением прекратить борьбу, а его самого заставляли выступать перед земляками с соответствующими речами. Считается, что именно свидетельства Стельмащука помогли советским спецслужбам вычислить и уничтожить командира УПА-Север Дмитрия Клячкивского («Клима Савура»).
В августе 1945 года предстал перед Военным трибуналом войск НКВД Киевской области. Помимо антисоветской деятельности, он был признан виновным в причастности к уничтожению 5000 поляков на территории Волыни летом 1943 года. Трибунал приговорил его к расстрелу. 5 октября 1945 года приговор был приведен в исполнение.